# Inger Zachrisson
Inger Zachrisson, född 1936, är en svensk arkeolog med särskilt inriktning på samisk förhistoria. 
Inger Zachrisson disputerade år 1984 vid Umeå universitet med en avhandling om samiska metalldepåer och var länge verksam som förste antikvarie vid Statens historiska museum. Hon är docent och har författat en lång rad arbeten som speglar olika aspekter av samisk materiell kultur och relationen till nordisk/germansk kultur i Mellanskandinavien.
Bland hennes arbeten kan nämnas utgrävningarna på Vivallen 1986.
Inger Zachrisson medverkade som sakkunnig på den samiska sidan i den så kallade sedvanerättsprocessen vid Svegs tingsrätt och Hovrätten för Nedre Norrland åren 1991-2001.

## Publikationer i urval
- 2012. Samer i syd i gången tid - till Uppland och Oslotrakten i söder. Uppsala mitt i Sápmi. Rapport från ett symposium arr. av Föreningen för samiskrelaterad forskning i Uppsala.... Red. H. Tunón et al. CBM:s skriftserie 5. Naptek, Centrum för biologisk mångfald, Uppsala.
- 2010. Vittnesbörd om pälshandel? Ett arkeologiskt perspektiv på romerska bronsmynt funna i norra Sverige. Fornvännen 2010/3. Stockholm.
- 2007. Arkeologi inför rätta - sydsamernas äldre historia. Historisk rätt? : kultur, politik och juridik i norr. Riksantikvarieämbetet. Stockholm.
- 2004. Idre sameby - sydligast i Sverige. Idre sameby: med historiska spår i framtiden. Bokserie Gaaltije 3. Östersund.
- 1997. Möten i gränsland :.samer och germaner i Mellanskandinavien. Statens historiska museum Monographs 4. Stockholm
- 1984. De samiska metalldepåerna år 1000-1350 i ljuset av fyndet från Mörtträsket, Lappland : The Saami metal deposits A.D. 1000-1350 in the light of the find from Mörtträsket, Lapland. Archaeology and environment 3. Umeå.
- 1973. Tro och sed kring björn och björnjakt. Västerbotten 1973:1. Umeå.
- 1962. Smedsfyndet från Smiss. Tor : tidskrift för nordisk fornkunskap. Uppsala.